# Francis Sarg
Francis (Franz) Carl Anton Sarg (* 21. Dezember 1840 in Nürnberg; † 31. Dezember 1921) war ein deutscher Bergwerksbesitzer, Kaffeeplantagenbesitzer, Diplomat und Naturforscher.

## Leben
Geboren als Sohn eines Schulmeisters studierte Francis Sarg an der Bergakademie Freiberg. 1859 wurde er Mitglied des Corps Franconia Freiberg. Nach dem Studium wanderte er mit seiner englischen Ehefrau Mary Parker nach Guatemala aus und erwarb und betrieb ein Bleibergwerk bei San Christóbal im Departamento Alta Verapaz, das er jedoch bald wegen zu hoher Logistikkosten aufgab. Anschließend betätigte er sich als Kaffeeproduzent und -exporteur.
1875 wurde er konsularischer Vertreter der USA in Cobán. 1879 wurde er zum deutschen Vize-Konsul in Cobán, 1881 zum deutschen Konsul in Cobán und 1884 zum deutschen Konsul in Guatemala ernannt. Das Amt hatte er bis 1894 inne. Auf der Foreign Exhibition von 1883 in Boston vertrat er Guatemala mit botanischen und landwirtschaftlichen Exponaten. Zu Beginn des 20. Jahrhunderts setzte er sich zur Ruhe, kehrte nach Deutschland zurück und ließ sich in Frankfurt am Main nieder. Dort wurde er Direktor der Amerika-Abteilung des Städtischen Völkermuseums. Seit 1906 war er beitragendes Mitglied der Senckenbergischen Naturforschenden Gesellschaft. Er war Generalsekretär des vom 27. Mai bis 1. Juni 1912 in London abgehaltenen XVIII. International Congress of Americanists.
In seinen ersten Jahren in Guatemala korrespondierte er mit dem Paläontologen und Zoologen Johann Jacob Kaup, dem er sowohl Präparate als auch Zeichnungen von guatemaltekischen Insekten, insbesondere von Zuckerkäfern übermittelte. Seine Abhandlung über die Bumerang-Sammlung des Städtischen Völkermuseums in Frankfurt wurde in der anthropologischen Fachwelt als eine der gewissenhaftesten ihrer Art mit klarer und vollständiger Beschreibung der Thematik angesehen.
Der Puppenspieler Tony Sarg war sein Sohn.

## Schriften
- Die australischen Bumerangs im Städtischen Völkermuseum, Frankfurt 1911
- Alte Erinnerungen an die Alta Verapaz, 1917

## Auszeichnungen
- Ernennung zum Ehrenburschen des Corps Franconia Freiberg[1]
- Namensgeber der Zuckerkäferart Rimor Sargii, 1871[8][9]